# Magdalena Krzyńska

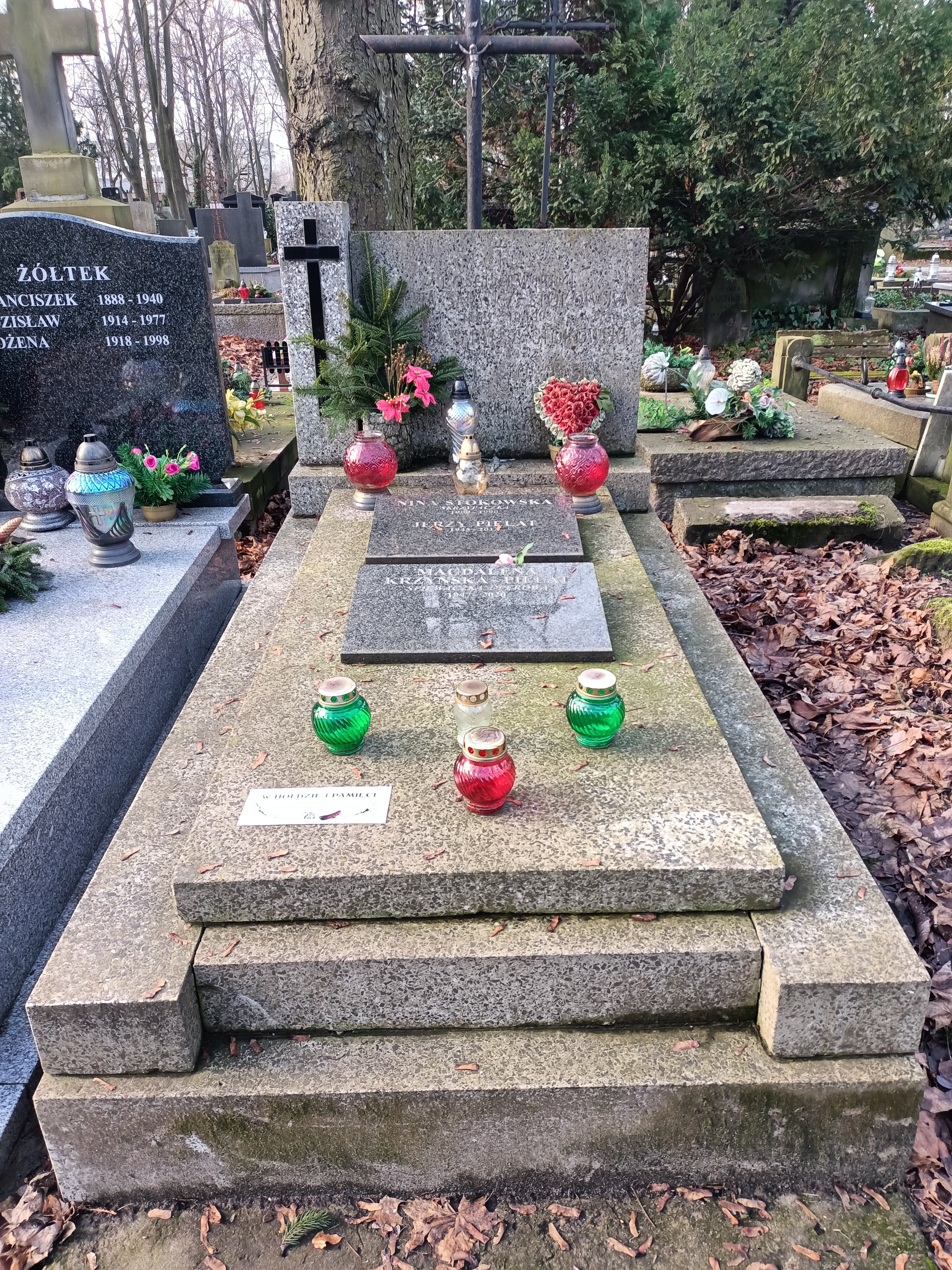
Nagrobek Magdaleny Krzyńskiej na cmentarzu Powązkowskim

Magdalena Krzyńska-Pilat (ur. 18 sierpnia 1947 w Warszawie, zm. 8 lutego 2020) – polska śpiewaczka operowa (sopran), primadonna bydgoskiej Opery w latach 80. XX w., profesor Akademii Muzycznej w Bydgoszczy.

## Życiorys
Urodziła się w Warszawie. Rodzice byli muzykami: matka skrzypaczką, ojciec dyrygentem i kompozytorem. Ukończyła Średnią Szkołę Muzyczną im. F. Chopina (1970), a następnie studia w Akademii Muzycznej w Warszawie (1974) w klasie śpiewu u prof. Zofii Bregy.
Po dyplomie za radą prof. Antoniego Wicherka wyjechała do Bydgoszczy. Dyrektor bydgoskiej Opery Stanisław Renz zaoferował jej pracę (także dla męża) oraz mieszkanie. Zadebiutowała w 1974 r. w partii tytułowej Manon J. Masseneta, zyskując sympatię publiczności. Pełna uroku scenicznego, o wiotkiej, smukłej sylwetce, idealnie pasowała do ról Traviaty, Mimi i Tatiany. Lubiła partie, w których mogła przekazać publiczności głębię psychologiczną postaci, jak np. Madame Butterfly. Grała także główne role jako Micaela w Carmen G. Bizeta, Tatiana w Eugeniuszu Onieginie P. Czajkowskiego, Liu w Turandot G. Pucciniego, Zuzanna w Weselu Figara W.A. Mozarta, Gilda w Rigoletto G. Verdiego, a ponadto w operetkach J. Straussa i F. Lehára jako Adela i Rozalinda w Zemście nietoperza oraz Wesoła wdówka.
Zagrała ponad 50 pierwszoplanowych ról w operach, nie tylko na scenie bydgoskiej. W latach 1980–1992 współpracowała z Teatrem Wielkim w Poznaniu oraz Operą Bałtycką w Gdańsku, a ponadto występowała gościnnie w innych teatrach operowych w kraju. Odbyła liczne tournée zagraniczne z operą w Bydgoszczy i w Gdańsku, m.in. we Włoszech, Malcie, Holandii, Danii, Niemczech, Szwajcarii i Francji, śpiewając tam m.in. role Madame Butterfly i Traviata. Na jej sukcesy sceniczne składały się walory głosowe, barwa, technika, powściągliwość w eksploatowaniu środków aktorskich oraz dar artystycznej intuicji, dostrzegany przez krytyków krajowych i zagranicznych. Wielokrotnie była nagradzana i wyróżniana Złotymi Maskami. Odznaczona Brązowym, Srebrnym i Złotym Krzyżem Zasługi.
Oprócz pracy artystycznej zajmowała się pedagogiką muzyczną. Od 1988 wykładała w Akademii Muzycznej w Bydgoszczy, a od 1999 do 2004 jako profesor pełniła funkcję dziekana Wydziału Wokalno-Aktorskiego tej uczelni.
W styczniu 2004 otrzymała tytuł profesora nauk muzycznych.

### Rodzina
Magdalena Krzyńska była zamężna. Posiada córkę Joannę, która ukończyła studia w Akademii Sztuk Pięknych w Warszawie.